# Krwawnik wyprostowany
Krwawnik wyprostowany (Achillea stricta Schleich. ex Koch) – gatunek rośliny z rodziny astrowatych. Jest to takson niedostatecznie jeszcze poznany, wymagający dalszych badań. W ujęciu bazy taksonomicznej Plants of the World Online stanowi podgatunek Achillea distans subsp. stricta (Gremli) Janch.

## Rozmieszczenie geograficzne
Występuje w zachodniej części Półwyspu Bałkańskiego i w górach Europy Południowej i Środkowej (Alpy, Apeniny, Sudety, Karpaty). W Polsce potwierdzono jego występowanie tylko na dwóch stanowiskach: Wyżnia Polana Tomanowa w Tatrach i koło Karpacza w Karkonoszach. Natomiast na Śląsku spotyka się formy pośrednie, wykazujące cechy k. wyprostowanego A. stricta i k. pospolitego A. millefolium.
Na jedynym stanowisku w Tatrach po 1981 r. nie znaleziono krwawnika wyprostowanego. Słowaccy botanicy podają, że występuje w słowackiej części Bieszczadów Zachodnich, niewykluczone więc, że znaleziony zostanie również po ich polskiej stronie.

## Morfologia
PokrójZ płożącego się kłącza wyrasta gruba, mocna łodyga o wysokości do 90 cm.
Liście2–3 krotnie pierzaste, lancetowate. Liście odziomkowe i dolne liście łodygowe na ogonkach, wyższe – siedzące. Oś liścia wąsko oskrzydlona. Górna część osi ząbkowana.
KwiatyZebrane w koszyczki o długości 4–5 mm, te z kolei zebrane w szczytowy podbaldach. Koszyczek składa się z 5 żeńskich, białych, różowych lub liliowych kwiatów języczkowych oraz licznych obupłciowych, żółtych kwiatów rurkowatych.
OwoceNiełupka długości do 2,5 mm, bez puchu kielichowego.

## Biologia i ekologia
Bylina, hemikryptofit. Rośnie na górskich łąkach i w murawach. Kwitnie w lipcu i sierpniu. Liczba chromosomów 2n=18.

## Zagrożenia i ochrona
Na terenie Polski uznany za wymierający. Jest umieszczony w Polskiej czerwonej księdze roślin w kategorii DD (stopień zagrożenia trudny do określenia). Znajduje się także na Czerwonej liście roślin i grzybów Polski w kategorii E (wymierający – krytycznie zagrożony). W wydaniu z 2016 roku otrzymał kategorię DD (stopień zagrożenia trudny do ustalenia).